# Unión Africana de Taekwondo
La Unión Africana de Taekwondo (en inglés, African Taekwondo Union, o ATU) es la institución que se dedica a regular las normas del taekwondo en África, así como de celebrar periódicamente competiciones y eventos en cada una de sus disciplinas. Es una de las cinco organizaciones continentales que componen a la Federación Mundial de Taekwondo (WTF).
Cuenta en 2016 con la afiliación de federaciones nacionales americanas.

## Eventos
La ATU organiza anualmente muchas competiciones internacionales en cada una de sus disciplinas, entre las más importantes están las siguientes:

## Federaciones nacionales
Argelia 

 Angola 

 Benín 

 Burundi 

 Burkina Faso 

 Cabo Verde 

 Camerún 

 Chad 

 República Centroafricana 

 Comoras 

 República del Congo 

 República Democrática del Congo 

 Costa de Marfil 

 Egipto 

 Etiopía 

 Gabón 

 Gambia 

 Ghana 

 Guinea 

 Guinea Ecuatorial 

 Kenia 

 Lesoto 

 Liberia 

 Libia 

 Madagascar 

 Malaui 

 Mali 

 Marruecos 

 Mauricio 

 Mozambique 

 Níger 

 Nigeria 

 Santo Tomé y Príncipe 

 Suazilandia 

 Senegal 

 Somalia 

 Sudáfrica 

 Sudán 

 Tanzania 

 Togo 

 Túnez 

 Uganda 

 Zambia 

 Zimbabue